# Andreas Wiedemann
Andres Wiedemann († 20. Mai 1591 in Neuzelle) war Abt der Klöster Saar, Plass, Königsaal, Sedlitz, Skalitz und Neuzelle. Zudem war er kurz Administrator von Ossegg.

## Leben
Er kam aus Joachimsthal in Böhmen. Später legte er im Kloster Sedlitz seine Profess ab. Er wurde 1567 Abt von Saar und Plass. Danach war er ab 1572 Abt von Königsaal und zugleich von Sedlitz und Skalitz. Zudem war er von 1579 bis 1580 Administrator von Ossegg. 
1580 kam Generalabt Nicolas I. Boucherat zur Visitation nach Böhmen. Er ernannte am 9. Juli 1580 Andreas Wiedemann zum Visitator für die Zisterzienserklöster in Böhmen, Mähren, Schlesien und beiden Lausitzen. Dadurch wurde der Grundstein für das Böhmische Ordensvikariat gelegt. Ab 1583 verfolgte Wiedemann die Absetzung von Abt Michael II. von Neuzelle aufgrund von Konkubinat. 1585 wurde er dann selber Abt von Neuzelle.